# Вахштайн, Виктор Семёнович
Ви́ктор Семёнович Вахшта́йн (род. 23 января 1981, Пенза, СССР) — российский и израильский социолог, специалист по социальной теории и микросоциологии. Кандидат социологических наук (2007).
В прошлом — декан факультета социальных наук МВШСЭН (2008—2022), заведующий кафедрой теоретической социологии и эпистемологии (2011—2022) и декан философско-социологического факультета (2015—2022) Российской академии народного хозяйства и государственной службы при Президенте РФ (РАНХиГС), руководитель Центра социологических исследований РАНХиГС и Международного центра современной социологической теории МВШСЭН.

## Биография
Родился 23 января 1981 года в Пензе в семье журналистов. В детстве значительную часть времени проводил у бабушек в Черновцах и Тбилиси.
В 2002 году окончил программу специалитета факультета психологии Пензенского государственного педагогического университета имени В. Г. Белинского по специальности «Психология» с квалификацией «Педагог-психолог», после чего переехал в Москву. В 2003 году получил степень магистра социологического факультета Московской высшей школы социальных и экономических наук (МВШСЭН, «Шанинка»), в том же году окончил аналогичную программу в Манчестерском университете. В 2007 году окончил аспирантуру в Высшей школе экономики (ВШЭ) и там же под научным руководством доктора социологических наук А. Ф. Филиппова защитил диссертацию на соискание учёной степени кандидата социологических наук по теме «Теория фреймов как инструмент социологического анализа повседневного мира» (специальность 22.00.01 — теория, методология и история социологии); официальные оппоненты — доктор социологических наук Н. Л. Полякова и кандидат социологических наук А. В. Колосов; ведущая организация — ИНИОН РАН. 
В 2005—2022 годах преподавал в Московской высшей школе социальных и экономических наук (МВШСЭН). С 2008 по 2022 год являлся деканом факультета социальных наук МВШСЭН (до 2011 года под названием — факультет социологии и политологии). Преподавал в МВШСЭН такие курсы, как «Социология повседневности», «Фрейм-анализ: теоретическая перспектива и метод социологии», «История теоретической социологии», «Методология социологического исследования» и другие. Был руководителем Международного центра современной социологической теории МВШСЭН. 
С 2007 по 2012 год был старшим научным сотрудником Центра фундаментальной социологии Высшей школы экономики (ВШЭ), преподавал в этом университете такие курсы, как «Социология повседневности» и «Социологические исследования в образовании».
В течение долгого времени работал в Российской академии народного хозяйства и государственной службы при Президенте РФ (РАНХиГС): с 2011 по 2022 год заведовал кафедрой теоретической социологии и эпистемологии, с 2015 по 2022 год был деканом философско-социологического факультета, руководил Центром социологических исследований. С 2011 по 2022 год — главный редактор выпускаемого РАНХиГС журнала «Социология власти». 
В 2008—2010 годах — младший научный сотрудник Отдела социологии образования Института социологии РАН. 
Уехал из России до начала вторжения России в Украину, как пишет Радио «Свобода», в связи с «репрессиями» в МВШСЭН.
22 апреля 2022 года Минюст России внёс Вахштайна в список т. н. СМИ — «иностранных агентов».
Работает научным сотрудником в Ариэльском университете, а также сотрудником Центра изучения России (CRS) на факультете социальных наук им. Г. Х. Гордона Тель-Авивского университета.

## Научная деятельность
Является специалистом в таких областях, как социологическая теория, социология повседневности, виртуализация общества, акторно-сетевая теория, фрейм-анализ. Автор статей в научных журналах и нескольких книг. В 2015 году книга Вахштайна номинировалась на премию «Просветитель» за лучшую научно-популярную книгу на русском языке (в гуманитарном блоке). Вахштайн выступал с докладами на международных конференциях по социологии, в том числе в качестве спикера конференции TEDxNovosibirsk (2017).

### Критика
На лекции в политическом клубе Polit.ru В. Вахштайн сформулировал проблему ограниченности методов социологии в применении к некоторым социальным сущностям, таким как научное знание и социология науки. Лекция подверглась критике. Обзор дискуссии дан в опубликованной впоследствии в «Журнале социологии и социальной антропологии» рецензии на книгу Вахштайна, в которой эта проблематика обсуждается опять, в том числе в применении к прикладным социологическим исследованиям. По мнению независимого исследователя-социолога А. А. Михайловой (Вильнюс), «книга останется в истории российской социологии как интересный эксперимент, полемический вызов коллегам-теоретикам и одновременно — просветительский десант в область конкретных прикладных исследований», а умышленно острополемический стиль работ Вахштайна призван вовлечь коллег в теоретическую дискуссию (такую, как на страницах журнала «Социологическое обозрение»).

## Научные публикации

### Книги
- Вахштайн В. С. Дело о повседневности: Социология в судебных прецедентах. — СПб.: Центр гуманитарных инициатив, 2015. — 114 с. — 1000 экз. — ISBN 978-5-98712-550-2.
- Вахштайн В. С. Социология повседневности и теория фреймов. — СПб.: Издательство Европейского университета в Санкт-Петербурге, 2011. — 334 с. — («Прагматический поворот»; Вып. 4). — ISBN 978-5-94380-117-4.
- Вахштайн В. С. Воображая город. Введение в теорию концептуализации. — М.: Новое литературное обозрение, 2022. — 576 с. — (Studia urbanica) ISBN 978-5-4448-1761-2

### Статьи
- Вахштайн В. С. Между «практикой» и «поступком»: Невыносимая лёгкость теорий повседневности // Социологическое обозрение : журнал. — 2009. — Т. 8, № 1. — С. 61—69.
- Вахштайн В. С. К микросоциологии игрушек: Сценарий, афорданс, транспозиция // Логос : журнал. — 2013. — № 2 (92). — С. 3—38.
- Вахштайн В. С. Революция и реакция: об истоках объектно-ориентированной социологии // Логос : журнал. — 2017. — № 1 (116). — С. 41—84.
- Вахштайн В. С. Пересборка повседневности: Беспилотники, лифты и проект ПкМ-1 // Логос : журнал. — 2017. — № 2 (117). — С. 1—48.

## Публичные лекции и интервью
- Лекции Виктора Вахштайна // Сайт проекта «ПостНаука»
- Популяризация науки: от просвещения к мракобесию. Виктор Вахштайн
- Виктор Вахштайн: «Нас интересует, пойдут ли люди на баррикады». Известный социолог о новой публичности, торговле мировоззрением, чистке научного языка, о причинах миграции и сокращении эмиграции // Новая газета. — 2019. — 6 августа.
- Компьютерные игры: Взгляд социолога. Виктор Вахштайн — о том, как виртуальный мир взаимодействует с миром повседневности // Сайт проекта «Арзамас»
- «Перемирие: В чум пришла большая вода»: Интервью социолога Виктора Вахштайна — о том, как пандемия изменила риторику власти и оппозиции в России // Meduza. — 2020. — 4 июля.